# Mwaka Moon
Mwaka Moon è un singolo del rapper francese Kalash, pubblicato il 13 ottobre 2017.

## Classifiche
| Classifica (2017-18) | Posizione massima |
| -------------------- | ----------------- |
| Austria              | 67                |
| Belgio (Fiandre)     | 60                |
| Belgio (Vallonia)    | 1                 |
| Francia              | 1                 |
| Germania             | 26                |
| Italia               | 19                |
| Svizzera             | 25                |